# Chronologie de la crise de la dette grecque
La chronologie de la crise de la dette publique grecque débute en 2009 avec l'apparition des premiers déficits dans le budget grec. Cette crise est aussi plus que probablement la conséquence de l'action conjointe de la crise financière mondiale (provenant de la crise des subprimes de 2007) et des faiblesses chroniques de la balance des paiements de la Grèce.

## 2009
- Octobre : après des élections, un nouveau gouvernement grec est élu. Il est dirigé par le PASOK qui a obtenu 43,92 % des suffrages et 160 des 300 sièges du parlement grec.
- 5 novembre : les premières estimations du budget font apparaître un déficit de 12,7 % du PIB, le double de ce qui était initialement annoncé.
- 8 novembre : le projet de budget 2010 vise à ramener le déficit à 8,7 % du PIB. Il prévoit aussi que la dette grecque atteindra 121 % du PIB en 2010 contre 113,4 % en 2009.
- 8 décembre : Fitch Ratings dégrade sa note financière pour la Grèce de A- à BBB+.
- 16 décembre : Standard & Poor's abaisse sa note de A- à BBB+.
- 22 décembre : Moody's abaisse sa note de A1 à A2.

## 2010
- 14 janvier : pour respecter le pacte de stabilité et de croissance la Grèce prévoit de ramener son déficit à 2,8 % du PIB en 2012.

Février 2010
- 2 février : le gouvernement étend le gel des salaires publics à ceux qui gagnent moins de 2 000 euros par mois.
- 24 février : une grève générale d'un jour contre les mesures d'austérité touche le secteur public et les transports
- 25 février : mission conjointe de l'Union européenne et du FMI en Grèce.

Mars 2010
- 5 mars : nouvelles mesures d'austérité destinées à économiser 4,8 milliards d'euros avec notamment une augmentation de la TVA qui passe à 21 %, une réduction de 30 % des primes du secteur public, le gel des pensions, et une augmentation des taxes sur l'essence, le tabac et l'alcool.
- 11 mars : grève dans les secteurs public et privé.
- 15 mars : les ministres des finances se mettent d'accord sur un mécanisme d'aide à la Grèce mais restent muets sur les détails.
- 18 mars : Papandréou déclare que la Grèce ne pourra pas diminuer ses déficits si les taux restent aussi élevés et menace de s'adresser au FMI.
- 19 mars : José Manuel Barroso presse les pays de la zone euro de mettre au point un train de mesures d'aide à la Grèce.
- 25 mars : Jean-Claude Trichet déclare que la Banque centrale européenne acceptera comme collatéral des obligations grecques notées BBB- (auparavant, la limite inférieure était A-) jusqu'en 2011.

Avril 2010
- 11 avril : les responsables politiques des pays de la zone euro se mettent d'accord sur un plan d'aide à la Grèce qui repose sur des prêts bilatéraux (durée trois ans, taux d'intérêt environ 5 %) d'un montant de 30 milliards d'euros. Les prêts seront accordés par les pays au prorata de leur participation au capital de la BCE.
- 13 avril : la BCE apporte son soutien au plan d'aide à la Grèce.
- 23 avril : la Grèce demande officiellement l'activation du plan d'aide.
- 27 avril : S&P rétrograde la note des obligations portugaises.
- 28 avril : S&P dégrade les obligations espagnoles de AAA à AA-

Mai 2010
- 1er mai : manifestation de protestation contre les mesures d'austérité à Athènes.
- 2 mai : la Grèce annonce son quatrième plan d'austérité.
- 3 mai : la Banque centrale européenne annonce qu'elle acceptera les obligations de la dette publique grecque comme collatéral quelle que soit sa note[3].
- 5 mai : troisième grève générale depuis février[4]. À cette occasion, une manifestation dégénère et cause la mort de trois employés d'une banque incendiée par des cocktails Molotov.
- 7 mai : après plusieurs semaines de débats, le Conseil européen valide le plan d'aide à la Grèce de 110 milliards de prêts sur 3 ans
- Nuit du 9 au 10 mai 2010 : pour faire face à la peur des marchés et éviter que la crise grecque ne s'étende à l'Espagne, au Portugal voire à l'Italie, l'Union européenne en coopération avec le FMI se dote d'un fonds de stabilisation de 750 milliards d'euros (la Commission européenne est autorisée à emprunter 60 milliards d'euros, 440 milliards sont apportés par les États et 250 milliards par le FMI)[5]
- 10 mai : la BCE décide de permettre aux banques centrales de la zone d'acheter de la dette publique et de la dette privée sur les marchés secondaires.

Juin-juillet 2010
- 14 juin : Moody's dégrade la note de la dette à Ba1. La note est de BB+ pour S&P et BBB- pour Fitch.
- 8 juillet : sixième grève générale de l'année pour protester contre le plan d'austérité[6].

## 2011
- 15 janvier : la banque centrale d'Irlande fait savoir qu'elle a procédé, depuis septembre, à diverses opérations de refinancement des banques commerciales sans contrepartie, pour environ 50 milliards d'euros. Ces opérations se caractérisent par de la création de monnaie scripturale, avec le consentement officiel de la BCE et en conformité avec les traités européens[7]. Ces mesures exceptionnelles sont liées à une fuite importante des dépôts bancaires irlandais vers l'étranger depuis plusieurs mois.
- 25 janvier : le Fonds européen de stabilité financière (FESF) effectue ses premières émissions d'obligations avec succès. L'opération a permis de lever près de 5 milliards d'euros, pour plus de 45 milliards proposés par les marchés[8].
- 23 février 2011 : grève générale en Grèce pour protester contre l'austérité[9].
- Sommet européen du 12 mars 2011. En échange d'une accélération de son programme de privatisations, la Grèce devrait voir la durée des emprunts octroyés par les pays européens passer de 4,5 ans à 7,5 ans et les taux passer à 4,2 % contre 5,2 % initialement[10]
- Mai 2011. Lors d'un sommet de six ministres des Finances européens au château de Sennigen au Luxembourg, un nouveau plan de sauvetage aurait été évoqué[11].
- 13 juin, Standard & Poor's abaisse la note grecque à CCC, estimant que le pays pourrait restructurer sa dette d'une façon qui pourrait être assimilée à un défaut[12].
- 17 juin, remaniement gouvernemental. Evángelos Venizélos, figure du PASOK et principal opposant interne du Premier ministre, est nommé ministre des Finances et vice-Premier ministre.
- 19 et 20 octobre, treizième grève générale, de 48 heures. Des heurts entre militants communistes et militants antiautoritaires causent la mort d'un syndicaliste du PAME[13].
- 27 octobre plan d'aide qui prévoit un abandon par les banques privées de 50 % de la dette publique qu'elles détiennent sur la Grèce en échange d'une recapitalisation pour un montant de 106 milliards d'euros[14].
- 31 octobre, le Premier ministre Papandréou annonce un référendum sur le nouveau plan d'aide européen d'aide décidé le 27 octobre[15].
- 4 novembre, le ministre des Finances annonce l'abandon du projet de référendum, Papandréou s'engageant à démissionner après un vote de confiance prévu le soir même au Parlement[16].

## 2012

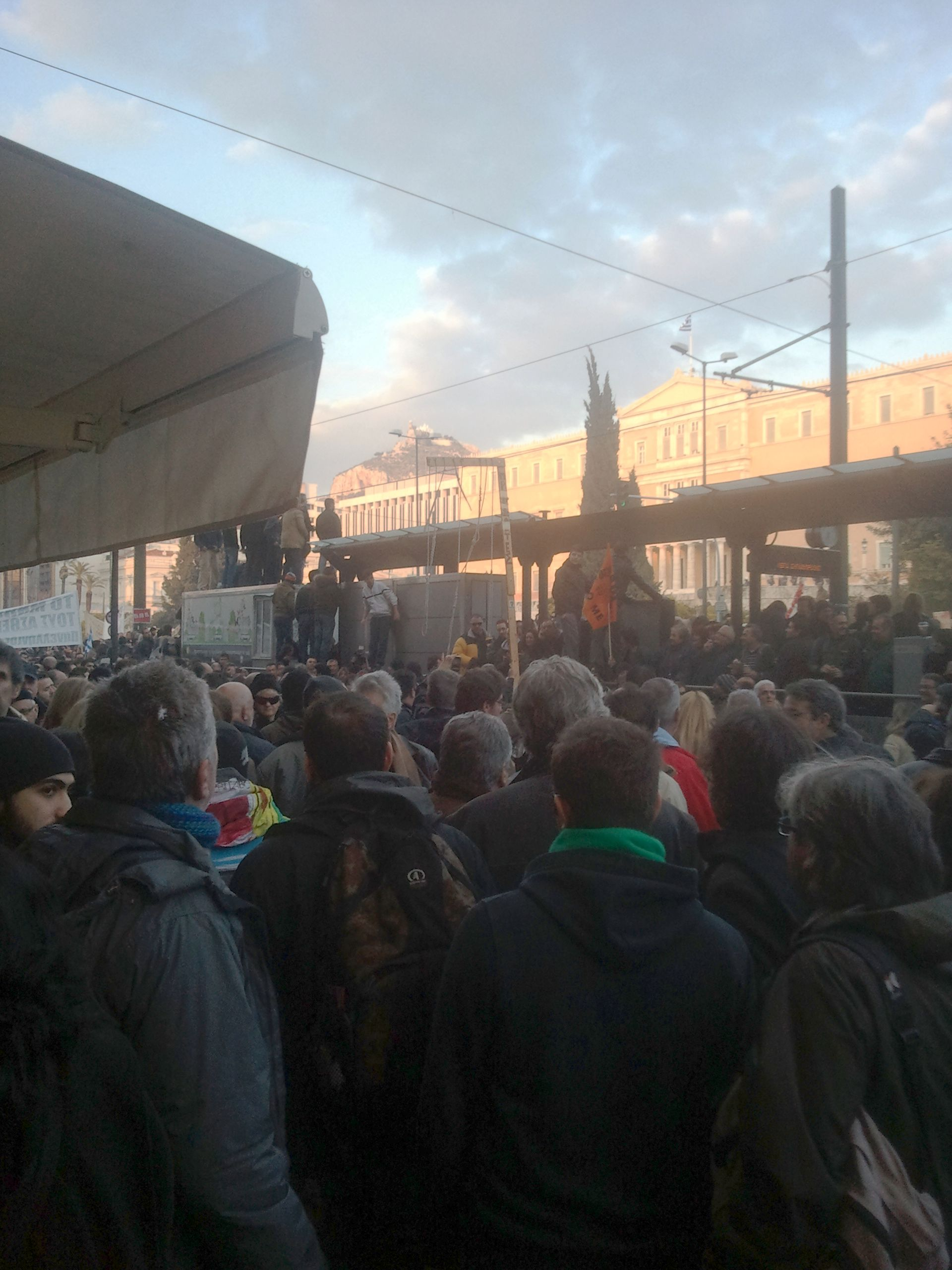
Plusieurs dizaines de milliers de manifestants place Syntagma, le 12 février peu avant 18h.

- En janvier, une action « contre l'austérité et la réforme du marché du travail » rencontre peu d'échos parmi les salariés du secteur privé, mais plusieurs partis anti-austérité semblent se renforcer : SYRIZA, KKE, DIMAR… Parallèlement le pays a besoin de 99 milliards d'euros (environ 30 milliards utilisable pour les négociations avec les créanciers privés, 30 à 40 milliards pour recapitaliser les banques et 29 milliards pour faire face au service de la dette)[17]
- 12 février : Le parlement grec vote un nouveau plan d'austérité « en préalable au déblocage du deuxième plan de sauvetage du pays »[18] cependant qu'entre 80 000 et 160 000 manifestants[19] protestent dans la violence contre le vote et les mesures préconisées par le FMI et l'Union européenne[20]. Le lendemain (lundi 13 février) on annonce la tenue d'élections législatives anticipées dès avril 2012 alors que le mandat du gouvernement pouvait durer jusqu'à octobre 2013[21]. Pour trois ministres allemands Wolfgang Schäuble, Guido Westerwelle et Philipp Rösler, « les promesses de la Grèce ne nous suffisent plus. Ils doivent, lors d'un nouveau programme, d'abord mettre en œuvre les parties de l'ancien programme et économiser ». Pour Philip Rösler, « le jour J (de sortie de la Grèce de la zone euro) fait de moins en moins peur »[22].
- 21 février : nouveau plan de sauvetage de 130 milliards d'euros[23].
- 6 mai : Des élections législatives anticipées conduisent à un désaveu cinglant des 3 seuls partis à avoir soutenu les divers plans d'austérité PASOK, ND et LAOS. Les deux premiers passent d'un total de 77 % des suffrages exprimés à 32 % (13 + 19). Le dernier n'atteint pas les 3 % nécessaires pour conserver des députés.
- 16 mai : Aucun gouvernement politique ne parvient à être mis en place, les deux partis ayant accepté les conditionnalités liées aux plans de sauvetage (parfois qualifiés de pro-austérité) ne disposant pas de la majorité absolue. Un gouvernement intérimaire est confié au président du Conseil d'État, dans l'attente de nouvelles élections programmées pour le 17 juin[24].

## 2013
- En janvier 2013, l'économiste en chef du FMI, Olivier Blanchard, et Daniel Leigh, un autre collaborateur du FMI qui suit à la loupe l'évolution des perspectives de l'économie mondiale publient un texte intitulé « Erreurs de prévisions de croissance et multiplicateurs budgétaires »[25],[26].
Dans ce rapport, le FMI admet, non pas une erreur de calcul au sens strict, mais une difficile et sans doute mauvaise estimation du « multiplicateur budgétaire ». Les deux économistes du FMI concluent de façon humble, qu'« il n'y a pas un seul multiplicateur en tout temps et pour tous les pays » et que « les multiplicateurs peuvent être plus ou moins élevés au cours du temps et d'une économie à l'autre ». Ensuite, qu'« il semble prudent, pour le moment, lorsque l'on pense à la consolidation budgétaire, de supposer que les multiplicateurs sont plus élevés qu'avant la crise ». Enfin, que leurs résultats « ne signifient pas que la consolidation budgétaire n'est pas souhaitable ».
- Le 5 juin 2013, le FMI fait son mea culpa par la voix de Christine Lagarde, admettant que le premier plan de sauvetage de la Grèce[27] s'était soldé par des « échecs notables » en raison notamment de désaccords avec ses partenaires européens au sein de la « troïka », « la confiance des marchés n'a pas été rétablie (…) et l'économie a été confrontée à une récession bien plus forte que prévu ». Les projections de dette publique grecque établies par le Fonds ont elles aussi été balayées « dans une très large mesure », reconnaît l'institution[28].
- Le 11 juin 2013, est annoncé la fermeture de l'ERT (Ellinikí Radiofonía Tileórasi)[N 1].
- Le 13 juin 2013, plusieurs dizaines de milliers de personnes, 20 000 selon les organisateurs protestent à Athènes devant le siège de l'ERT mais aussi dans d'autres villes contre la fermeture de la radio télévision publique annoncée par le gouvernement[29].

## 2014
- Le 8 décembre 2014, après plusieurs mois de stabilité politique, le Premier ministre prend la décision d'avancer l'élection présidentielle, prévue en mars 2015, en décembre 2014 dans le but de vouloir lever l'incertitude financière de la Grèce lors des négociations avec la Troïka (Fonds monétaire international, Banque centrale européenne et Commission européenne) au sujet de la dette financière grecque qui aura lieu au début de l’année suivante[30].
Le 19 décembre l'élection présidentielle anticipée de 2014, à haut risque politique, est entachée d'une tentative de corruption[31],[32].

## 2015
- Les élections législatives du 25 janvier portent au pouvoir le parti de gauche radicale anti-austérité Syriza, avec 36,34 % des voix et 149 députés sur 300. Ce vote est un désaveu cinglant pour la droite du Premier ministre sortant, Antónis Samarás, mais également pour le Pasok, parti de gauche historique du paysage politique grec avec lequel il a gouverné depuis juin 2012.
- Le 4 février 2015, la BCE annonce la suspension du régime dérogatoire de refinancement qu'elle accordait aux banques grecques[33].
- Le 12 février 2015, la BCE porte le plafond des avances d'urgence aux banques grecques à 60 milliards[34].
- Le 18 février 2015, la BCE porte à 68 milliards d'euros le plafond des avances d'urgence en liquidités aux banques grecques[35].
- Le  22 avril 2015, la Banque centrale européenne porte à 75,5 milliards d'euros le plafond des aides d'urgences aux banques grecques[36]
- Le 19 juin 2015, la BCE porte à 84 milliards d'euros le plafond des avances d'urgence aux banques grecques[37].
- Le 27 juin 2015 à minuit, Aléxis Tsípras annonce la tenue d'un référendum sur l'acceptation ou non du plan proposé par les créanciers[38].
- Le 5 juillet 2015, à la question soumise au référendum « Acceptez-vous le projet d'accord soumis par la Commission européenne, la Banque centrale européenne et le Fonds monétaire international lors de l'Eurogroupe du 25 juin 2015 et composé de deux parties, qui constitue leur proposition unifiée ? », les Grecs répondent « non » à plus de 61 %.
- Le 13 juillet, les chefs d’État de l'Eurogroupe concluent avec la Grèce un accord sur un nouveau plan d’austérité devant ouvrir la voie à un réaménagement de la dette grecque
- Le 17 juillet, le Bundestag ratifie ce projet d'accord, qui doit recevoir la non-opposition de 85 % des actionnaires du Mécanisme européen de stabilité (MES), par 439 votes pour, 119 députés contre et 40 abstentions[39].

## 2016
- Avril : Révélation d'un document interne du FMI relatant une discussion entre des responsables du Fonds monétaire international Poul Mathias Thomsen, Delia Velkouleskou et Iva Petrova qui exposent un plan. Selon Mediapart : « Ceux-ci semblent prêts à aller jusqu’à pousser la Grèce à la faillite pour obtenir un accord européen sur l’allègement de la dette grecque et amener le gouvernement grec à faire toutes les réformes souhaitées par le FMI »[40],[41],[42]. Sa diffusion a donné lieu à une vive réaction d'Alexis Tsipras à laquelle Christine Lagarde a répondu en confirmant en partie et indirectement les éléments alarmants contenus de l'échange de ses deux collaborateurs[43].